# Emesis heteroclita
Emesis heteroclita is een vlindersoort uit de familie van de prachtvlinders (Riodinidae), onderfamilie Riodininae.
Emesis heteroclita werd in 1929 beschreven door Stichel.